# Raiffeisenbank Krumbach/Schwaben
Die Raiffeisenbank Krumbach/Schwaben eG war eine deutsche Genossenschaftsbank mit Sitz in Krumbach (Schwaben) im Landkreis Günzburg (Bayern). Im Jahre 2017 fusionierte die Raiffeisenbank Krumbach/Schwaben auf die Raiffeisenbank Schwaben Mitte eG, die ihren Sitz nach Krumbach (Schwaben) verlegte.

## Geschichte
Am 22. September 1912 erfolgte die Gründung der Raiffeisenbank Krumbach/Schwaben eG als Spar- und Darlehenskassenverein Krumbach eGmuH durch 22 Krumbacher Bürger. Am 30. März 1979 erfolgte der Kauf des Anwesens Luitpoldstraße 2. Der erste Spatenstich in der heutigen Bank war am 10. März 1980. Es erfolgten Fusionen mit der Raiffeisenbank Ziemetshausen (1993), Neuburg (2002) und Niederraunau (2006).

## Rechtsgrundlagen
Rechtsgrundlagen der Bank waren ihre Satzung und das Genossenschaftsgesetz. Die Organe der Genossenschaftsbank waren der Vorstand, der Aufsichtsrat und die Vertreterversammlung. Die Bank war der Sicherungseinrichtung des Bundesverbandes der Deutschen Volksbanken und Raiffeisenbanken e.V. angeschlossen, die aus dem Garantiefonds und dem Garantieverbund besteht.

## Filialen
Die Raiffeisenbank Krumbach/Schwaben eG unterhielt 15 Filialen und betrieb ein Lagerhaus mit Raiffeisenmarkt.